# Генический район
Гени́ческий райо́н (укр. Генічеський район) — административная единица в юго-восточной части Херсонской области Украины.
Административный центр — город Геническ.
По данным Херсонской областной госадминистрации, 24 февраля 2022 года в ходе вторжения России на Украину район был оккупирован российскими войсками.

## Географическое положение
На севере, северо-западе и западе район граничит с Каховским районом, на северо-востоке и востоке с Мелитопольским районом Запорожской области, на юге с Джанкойским и Ленинским районами Крыма.
Омывается водами Азовского моря и залива Сиваш.
Район расположен в степной зоне. Почвы здесь каштановые в комплексе с солонцами пригодны для развития сельскохозяйственного производства.
Озёра: Геническое, Соколовское, Лиман, Зябловское.

## Население
Численность населения района в укрупнённых границах — 122,4 тыс. человек.
Численность населения района в границах до 17 июля 2020 года по состоянию на 1 января 2020 года — 58 331 человек, из них городского населения — 33 041 человек, сельского — 25 290 человек.

## Административное деление
Район в укрупнённых границах с 17 июля 2020 года делится на 4 территориальные общины (громады), в том числе 1 городская и 3 поселковые общины (в скобках — их административные центры):
- Городские:
  - Геническая городская община (город Геническ);
- Поселковые:
  - Ивановская поселковая община (посёлок Ивановка),
  - Нижнесерогозская поселковая община (посёлок Нижние Серогозы),
  - Новотроицкая поселковая община (посёлок Новотроицкое).

## История
Образован в 1923 году в составе Мелитопольского округа. В 1932 вошёл в состав Днепропетровской области. В 1939 передан в состав Запорожской области. В 1944 году стал частью Херсонской области.
В годы Великой Отечественной войны на территории района проходили боевые действия. В частности, на возвышенности у села Геническая Горка 127-я артиллерийская морская батарея Черноморского флота не пропустила нацистов в Крым.
17 июля 2020 года в результате административно-территориальной реформы район был укрупнён, в его состав вошли территории:
- Генического района,
- Ивановского района,
- Нижнесерогозского района,
- Новотроицкого района.

С 24 февраля 2022 года оккупирован в ходе вторжения России на Украину.

## Экономика
Основа жизнедеятельности района связана с индустрией отдыха. Соседство с курортной Арабатской стрелкой, северная часть которой входит в состав района, позволяет развивать регион как серьёзный рекреационный узел.

## Культура, образование
В районе действует около 80 научных заведений разного уровня аккредитации, медицинское училище, санаторная школа-интернат, три технических училища, лицей, гимназия.
Ежегодно в Геническе проводится фестиваль национальных культур «Таврическая семья» (укр. Таврійська родина), также проводится международный танцевальный фестиваль «Звёзды Арабата».
С 2016 года с целью привлечения внимания к проблеме сохранения Генического железного моста на нём проводятся культурные мероприятия.